# Troso (Pecangaan)
Troso is een bestuurslaag in het regentschap Jepara van de provincie Midden-Java, Indonesië. Troso telt 19.647 inwoners (volkstelling 2010).